# Роберт VII (граф Оверни)
Роберт VII (фр. Robert VII d’Auvergne; ок. 1282 — 13 октября 1325) — граф Оверни и Булони с 1314 года. Сын Роберта VI (1250—1314) и Беатрисы де Монгаскон.
Не следует путать его с Робертом IV, дофином Оверни (1255—1324).

## Семья
Граф Роберт VII был женат дважды. 25 июня 1303 года он женился на Бланш де Бурбон (ум. 1304), дочери графа Роберта Клермонского. У них родился сын :
- Гильом XII (1303—1332), граф Булони и Оверни

Вторым браком, в 1312 году, Роберт VII женился на Марии Фландрской, дочери Гильома Термонда и Аликс де Клермон-Нель, виконтессы де Шатоден. Дети :
- Жан I д’Овернь (ум. 1386), граф Оверни и Булони с 1361, граф де Монфор
- Ги Булонский (ум. 1373), архиепископ Лиона, кардинал (1342)
- Годфруа д’Овернь (ум. ок. 1385), сеньор де Монгаскон
- Матильда (Маго д’Овернь), с 1334 жена графа Женевы Амедея III.